# Earth Atlantis
«Earth Altantis» — відеогра в жанрі 2D-сайдскролерного шутера, розроблена та видана тайською незалежною студією «Pixel Perfex Studio» для платформ Microsoft Windows, PlayStation 4, Nintendo Switch та Xbox One. Реліз «Earth Atlantis» відбувся 5 жовтня 2017 року.

## Ігровий процес
В «Earth Altantis» гравець контролює субмарину, досліджуючи глибини постапокаліптичної Землі. Після вибору підводного човна, гравцеві належить користатись картою задля знаходження наступних цілей та боротьби з різноманіттям ігрових босів упродовж ігрового процесу. У міжбосовий проміжок часу гравець бореться із меншими ворогами, водночас ухиляючись від їхніх атак.

## Сприйняття
| Агрегатор  | Оцінка                                          |
| ---------- | ----------------------------------------------- |
| Metacritic | NS: 71/100 PS4: 49/100 XONE: 69/100 iOS: 78/100 |

| Видання       | Оцінка |
| ------------- | ------ |
| Nintendo Life | 8/10   |
| TouchArcade   | iOS:   |

Згідно з агрегатором відгуків «Metacritic», «Earth Atlantis» одержала «змішане або посереднє» сприйняття з оцінкою 71 зі 100 для релізу на Switch. «Nintendo Life» поставило грі оцінку 8/10.